# سارة لانكستر
سارة لانكستر (بالإنجليزية: Sarah Lancaster)‏ مواليد 12 فبراير 1980 في أوفرلاند بارك، الولايات المتحدة، هي ممثلة أمريكية بدأت مسيرتها الفنية عام 1993.

## الأعمال

### أفلام
- أمسكني لو استطعت

### مسلسلات
- الساحرة المراهقة سابرينا (مسلسل) (الدور: جيان)
- المحيط الهادي الأزرق (الدور: جوليان تايلور)
- ستة أقدام تحت الأرض (مسلسل)
- سكرابز (مسلسل أمريكي)
- دارما وغريغ (مسلسل)
- بوسطن العامة (مسلسل)
- سي اس آي:التحقيق في موقع الجريمة
- تشاك

## روابط خارجية
- سارة لانكستر على موقع IMDb (الإنجليزية)
- سارة لانكستر على موقع روتن توميتوز (الإنجليزية)
- سارة لانكستر على موقع ألو سيني (الفرنسية)
- سارة لانكستر على موقع أول موفي (الإنجليزية)
- سارة لانكستر على موقع إن إن دي بي (الإنجليزية)
- سارة لانكستر على موقع قاعدة بيانات الفيلم (الإنجليزية)
- سارة لانكستر على موقع كينوبويسك (الروسية)